# Spoorlijn Lage Zwaluwe - 's-Hertogenbosch

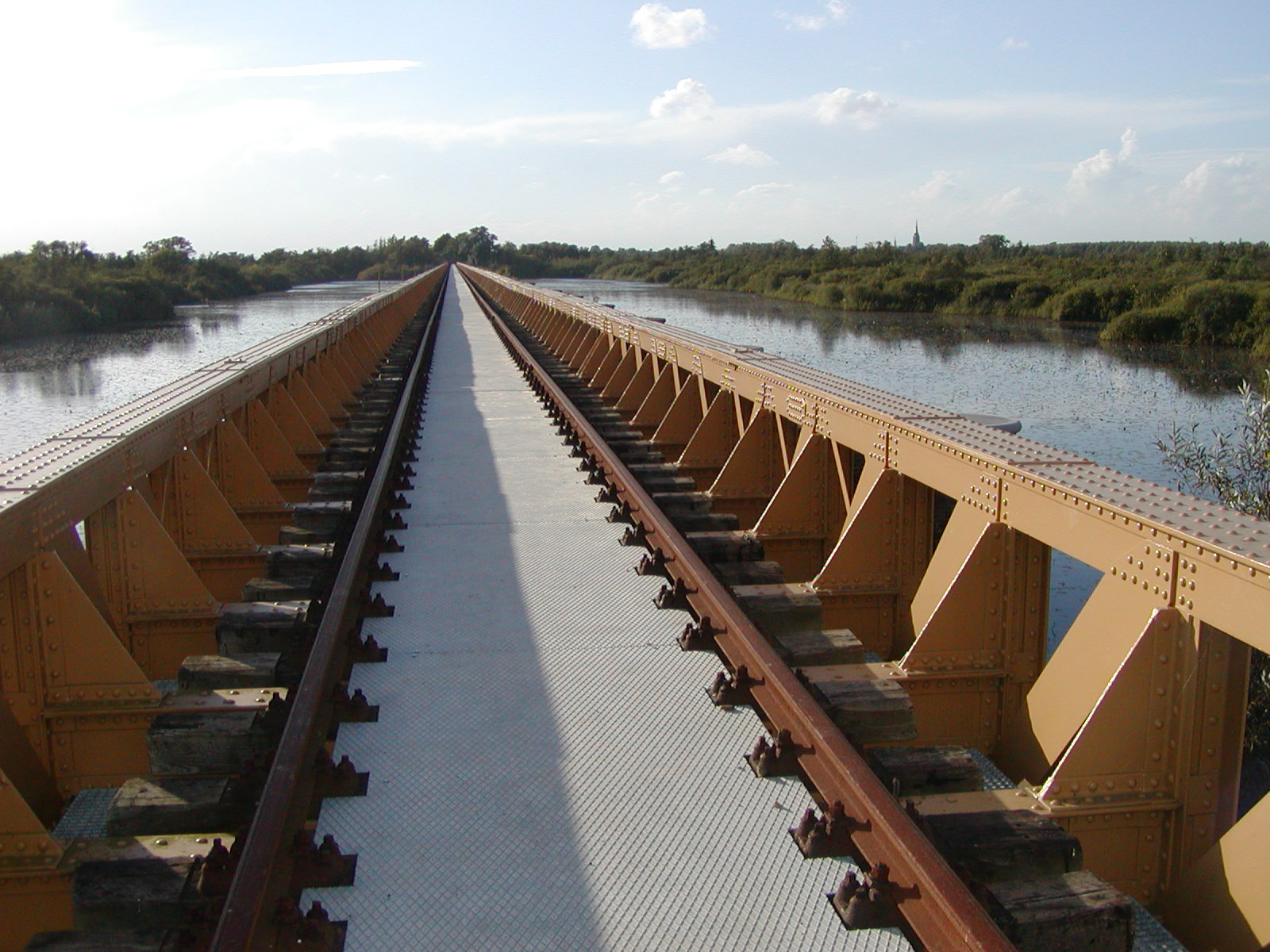
De in 2006 gerestaureerde Moerputtenbrug.

De Langstraatspoorlijn was een spoorlijn in Noord-Brabant die liep door de Langstraat, van Lage Zwaluwe via Waalwijk naar 's-Hertogenbosch. De bijnaam Halvezolenlijntje verwijst naar het vervoer van benodigdheden voor de schoenfabrieken in de streek. Er was tijdens de aanleg rekening gehouden met het in een later stadium dubbelsporig maken van de lijn, wat nog te zien is aan de breedte van de pijlers van de Moerputtenbrug in natuurgebied de Moerputten.

## Geschiedenis
De spoorlijn werd in delen geopend tussen 1886 en 1890 en was volledig gefinancierd met koloniale winsten uit Nederlands-Indië. Over de spoorverbinding werden voornamelijk leer en aanverwante artikelen van en naar de Langstraat vervoerd. Lage Zwaluwe fungeerde als overlaadpunt voor scheepvaart van en naar Rotterdam.
Deze spoorlijn, officieel Langstraatspoorlijn genoemd, stond ook bekend als de halve-zolenlijn, vanwege de vele schoenfabrieken aan het tracé. Schoenverkopers gingen met het halve-zolenlijntje naar 's-Hertogenbosch en van daaruit verder het land in. In de bagage had men dan de schoenmodellen, die men aan de man probeerde te brengen. De spoorlijn werd voor reizigersvervoer gesloten in 1950, voor goederenvervoer in 1972. Daarna werd de lijn vanaf de jaren zeventig opgebroken. Op een groot deel van het tracé ligt sinds halverwege de jaren 2000 een fietspad. Alle grotere stationsgebouwen zijn gesloopt, enkele kleinere (stations)gebouwen zijn nog langs de spoorlijn aan te treffen.
Onderdeel van deze lijn was de 600 meter lange Moerputtenbrug, die sinds oktober 2006 dienstdoet als voetgangersbrug door het natuurgebied. Ook over de Baardwijksche Overlaat lag een brug, die tegenwoordig als fietsbrug dienst doet.
Alleen het deel van Lage Zwaluwe tot Made en Drimmelen en verder naar Oosterhout is nog als goederenspoorlijn in gebruik. Tot en met 1997 lag ter hoogte van het Koning Willem I College in 's-Hertogenbosch nog een stuk van de lijn. In 1996 stalden de Nederlandse Spoorwegen hier bij wijze van reclame tijdens de eerste etappe van de Tour de France een treinstel van het toen nieuwe dubbeldeks interregiomaterieel. Het kwam op die wijze bij de tourrapportage op televisie internationaal in beeld. Dit laatste stuk spoorlijn werd in 1997 opgebroken.

### Historische afbeeldingen

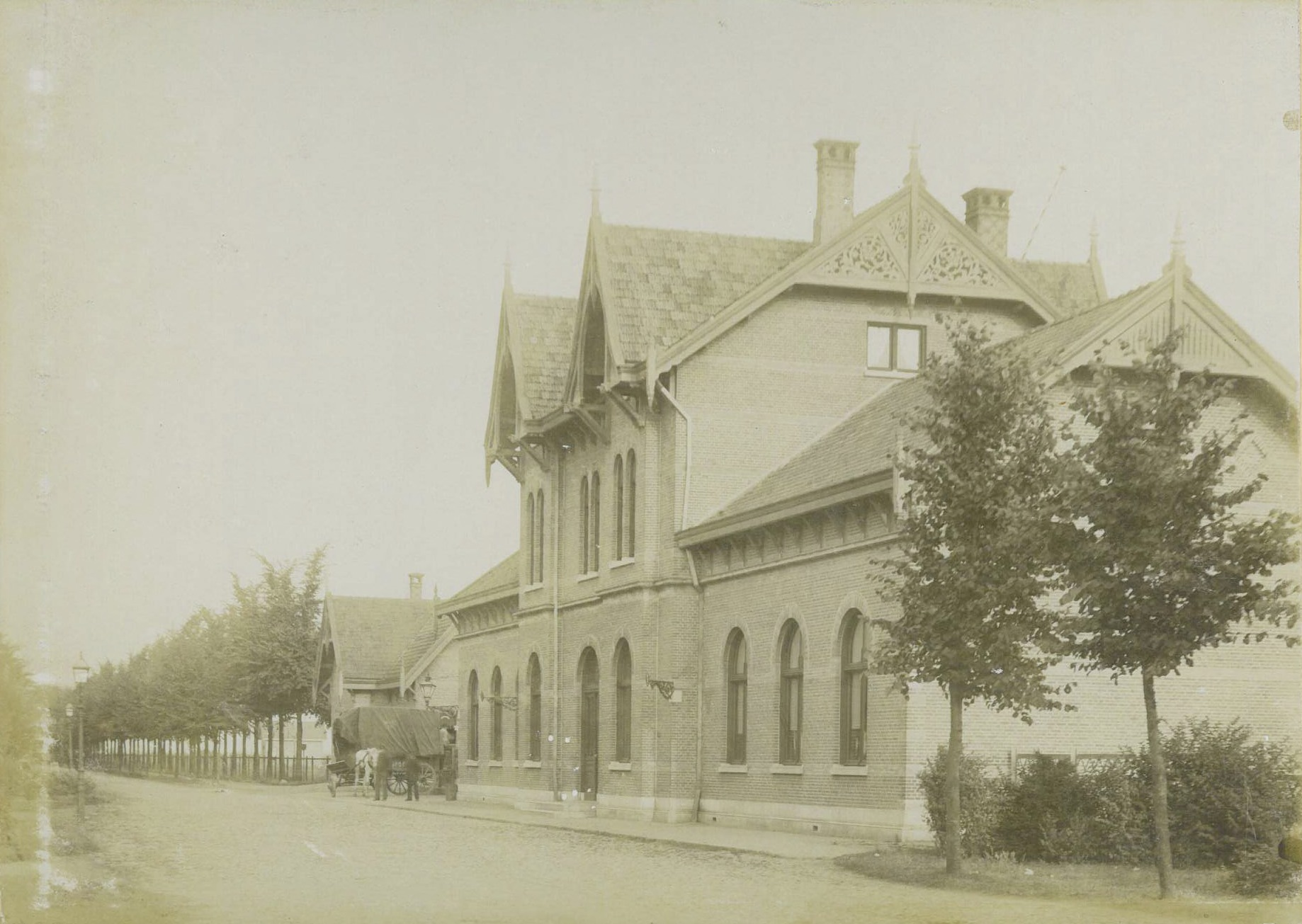
Voorzijde station Waalwijk; 1898.
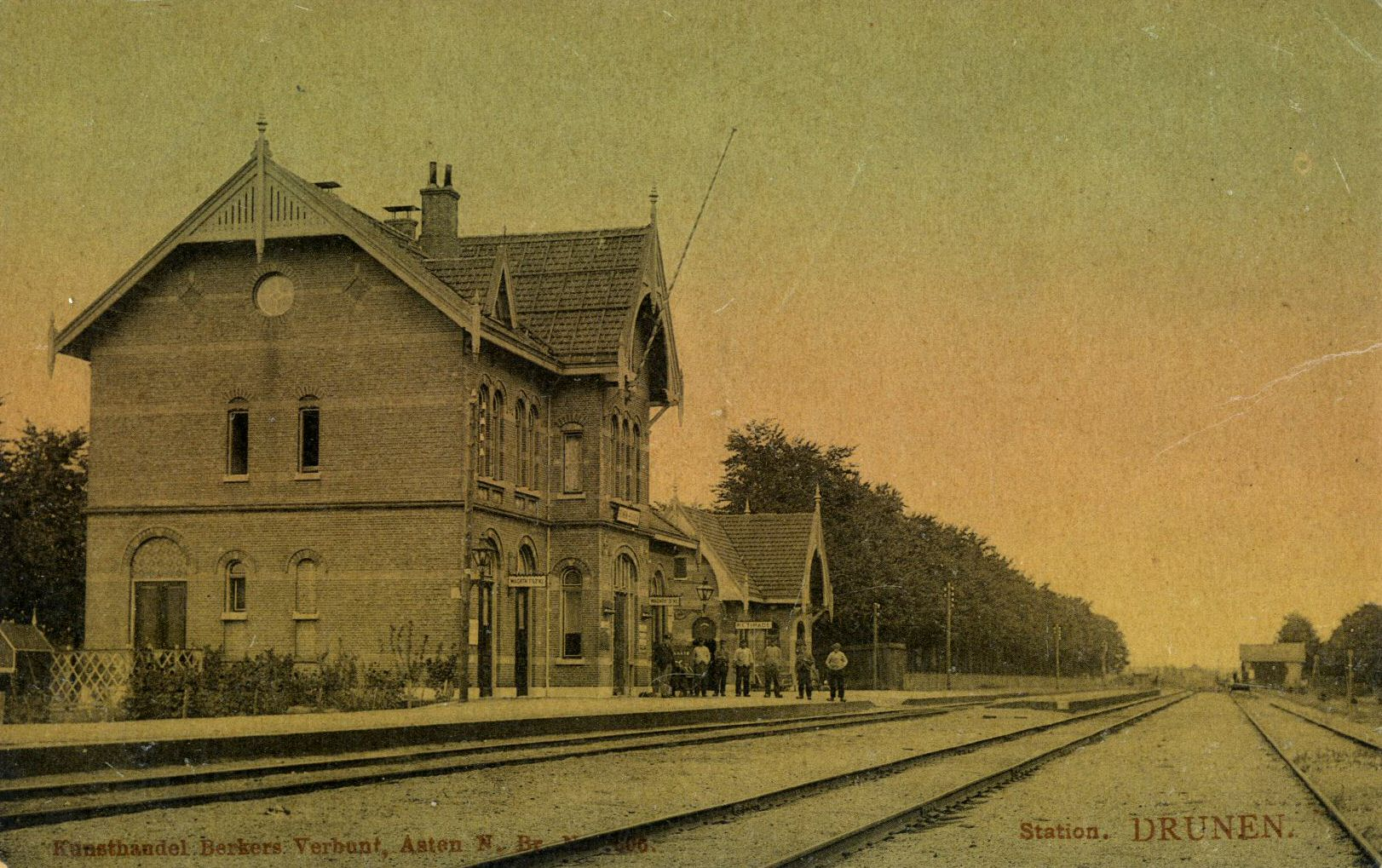
Gezicht op het SS Station Drunen-Heusden.
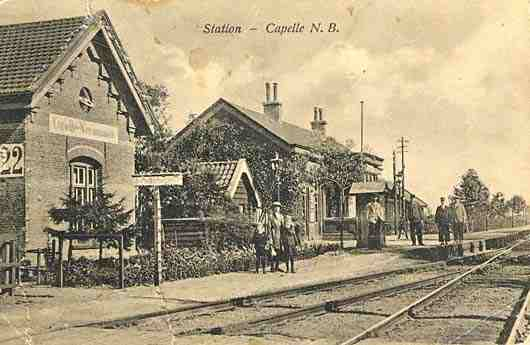
Station Capelle-Vrijhoeve; circa 1930.
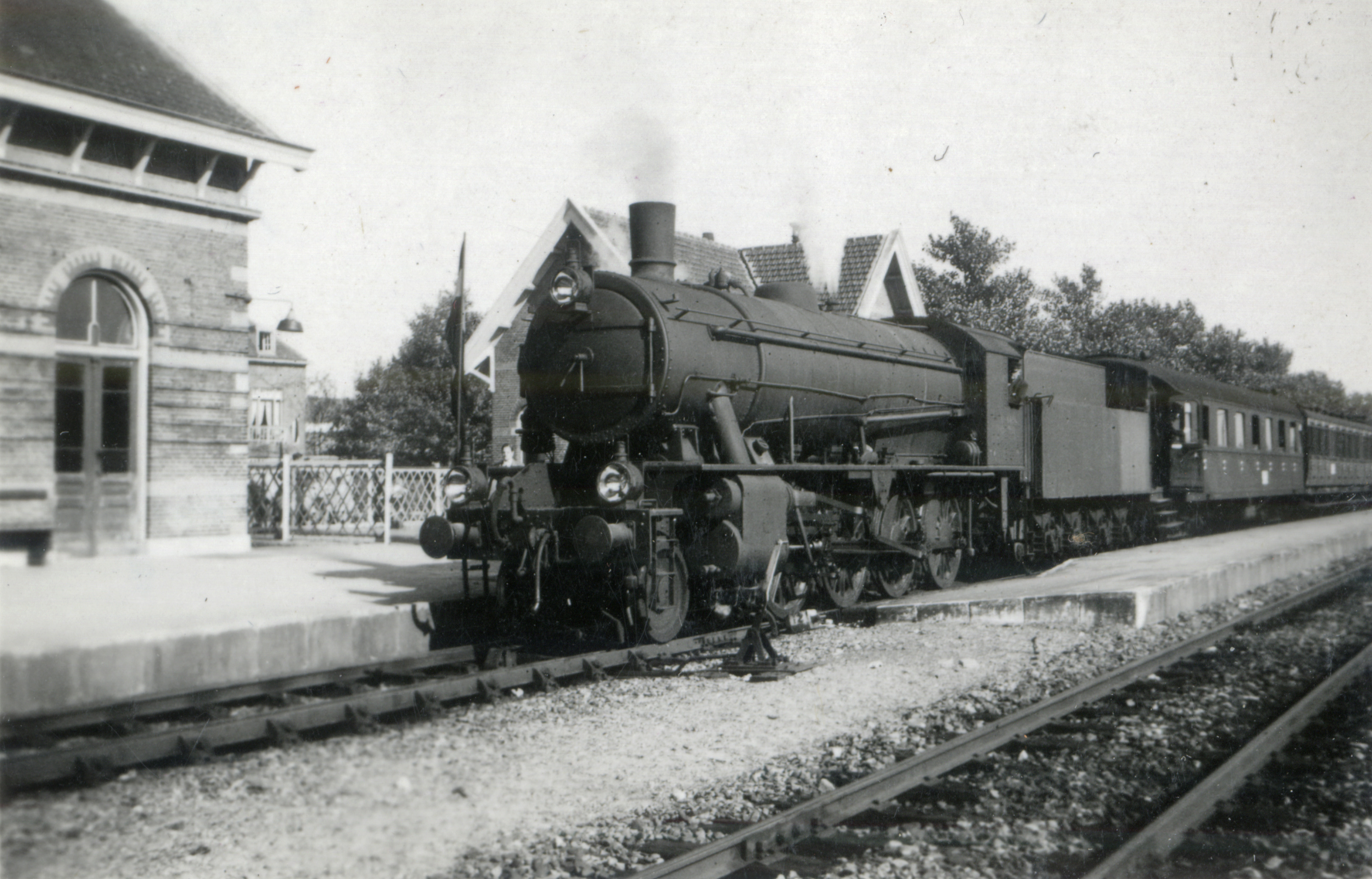
Station Waalwijk; 1947.
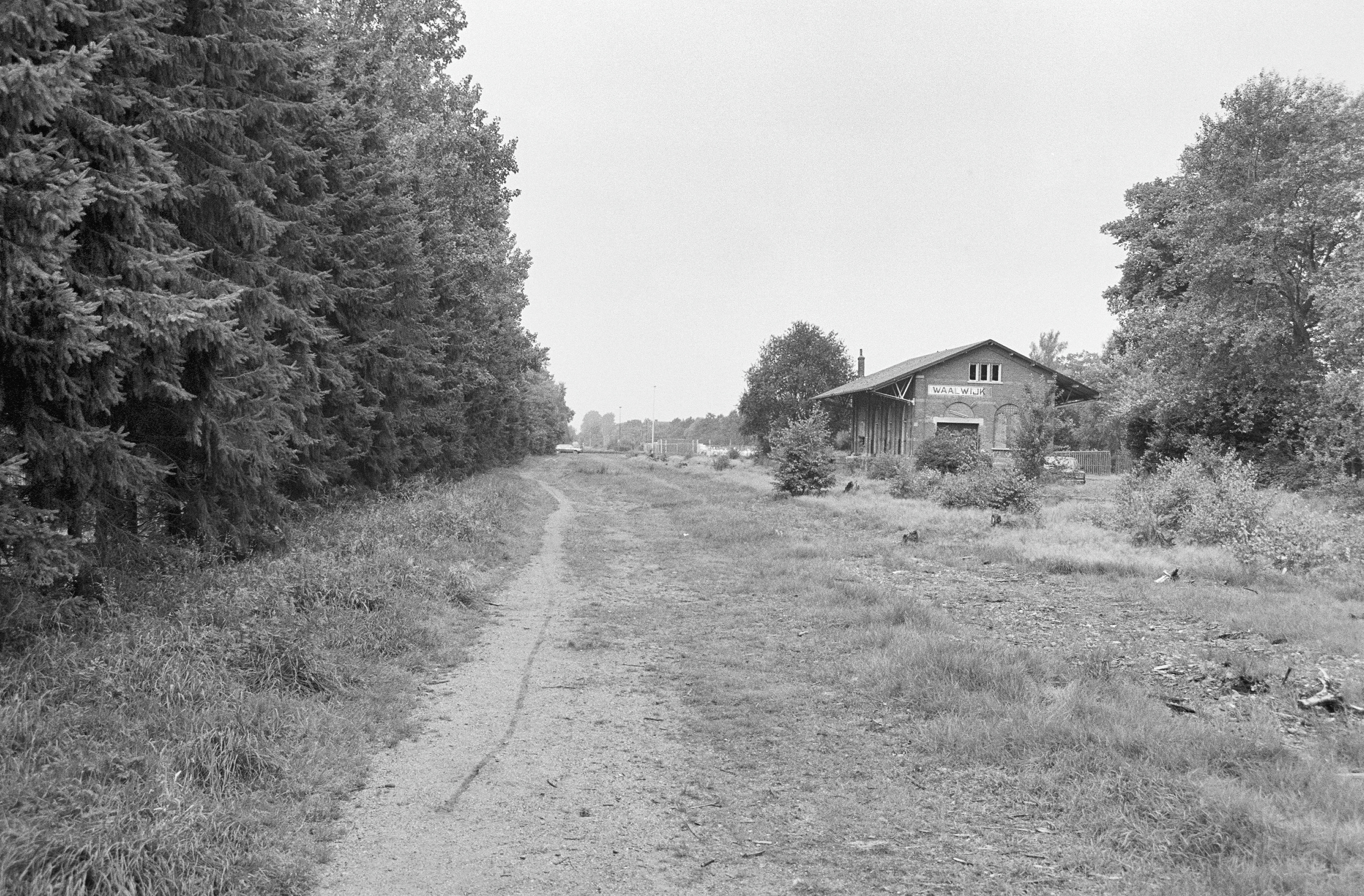
Voormalige goederenloods nabij station Waalwijk; 1988.
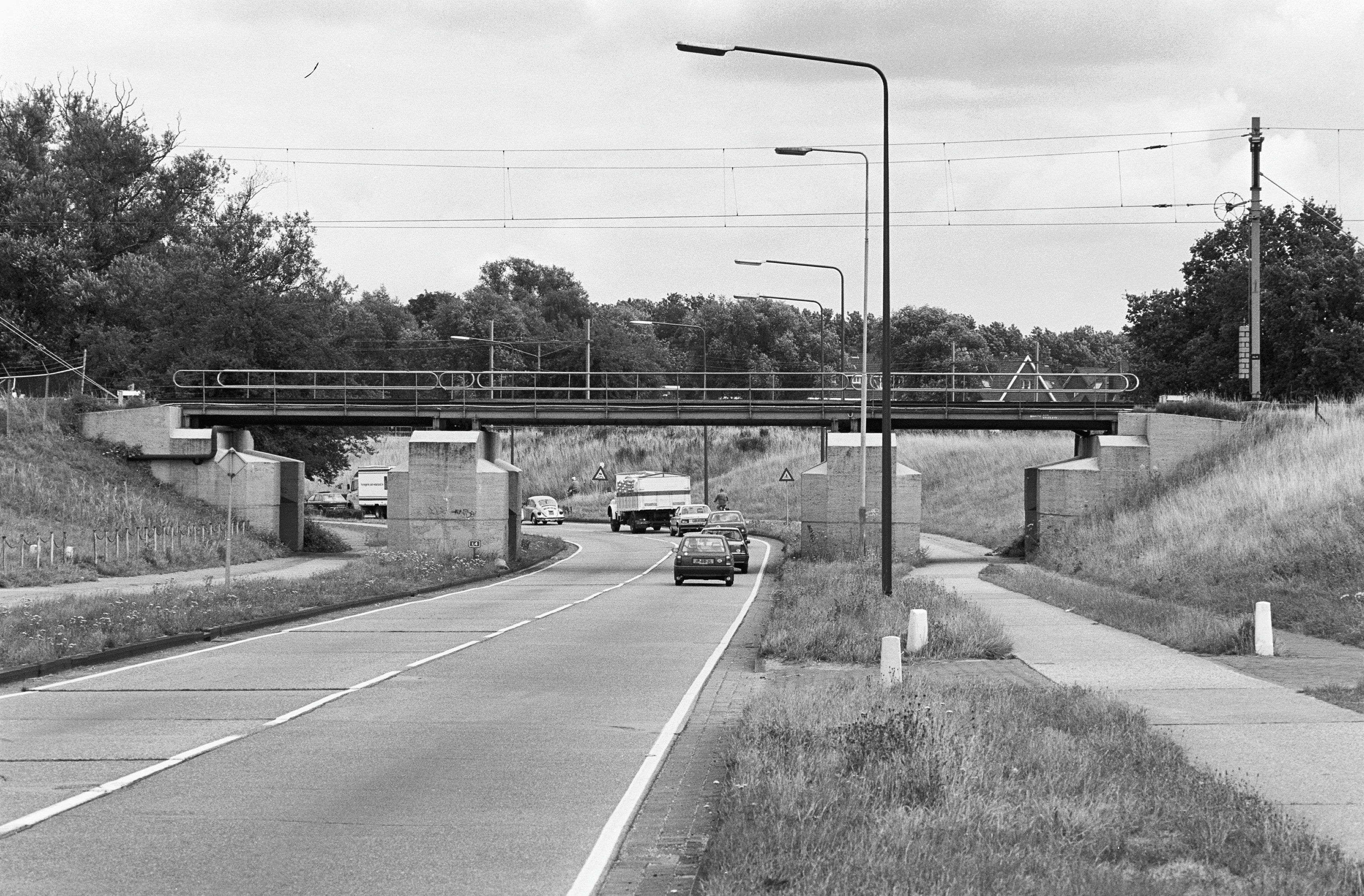
Voormalige spoorbrug in 's Hertogenbosch t.h.v. huidige Vlijmenseweg.
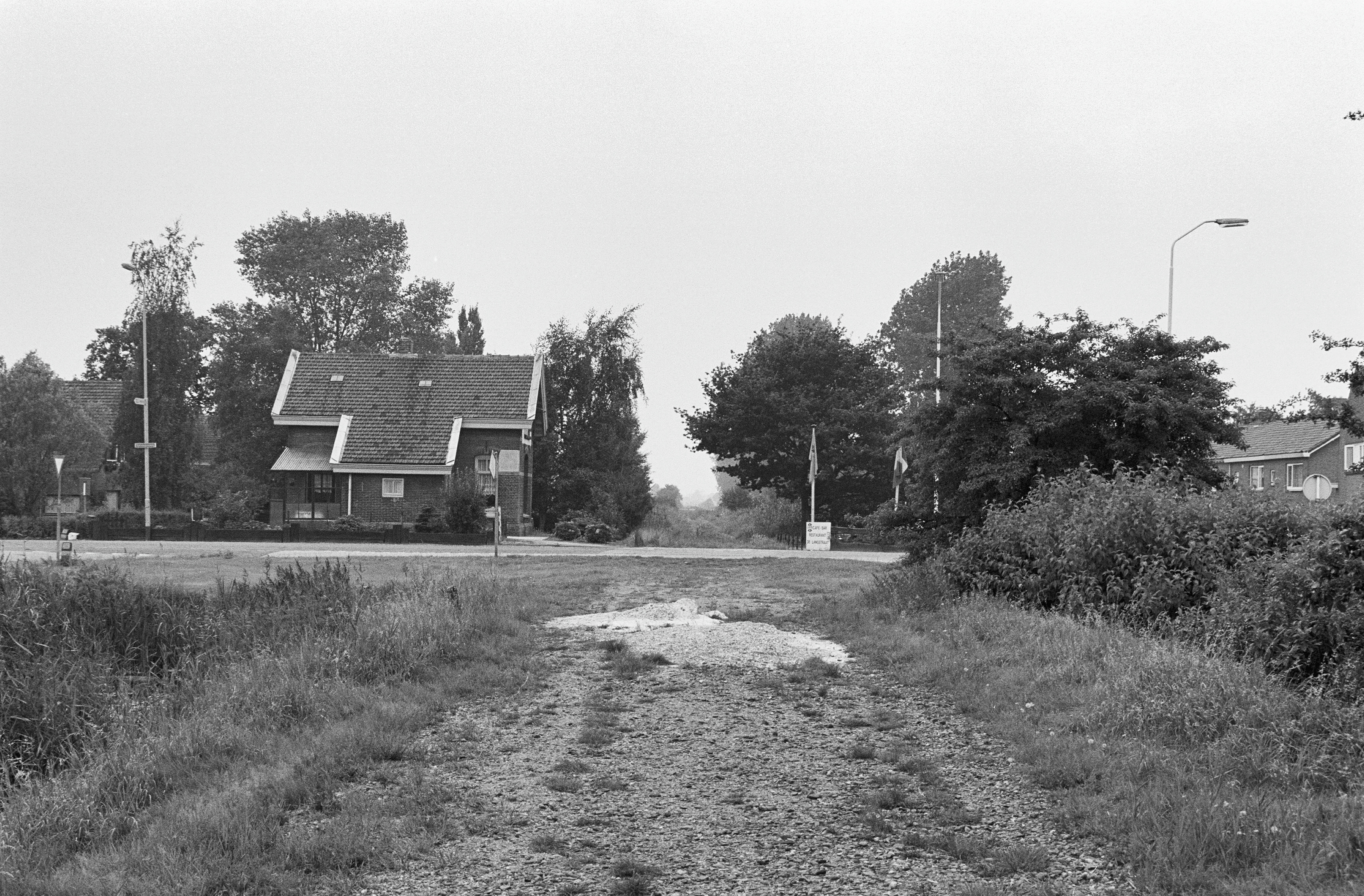
Stopplaats Besoijensche Steeg / wachtpost 25; nog voor de opbraak; 1988.
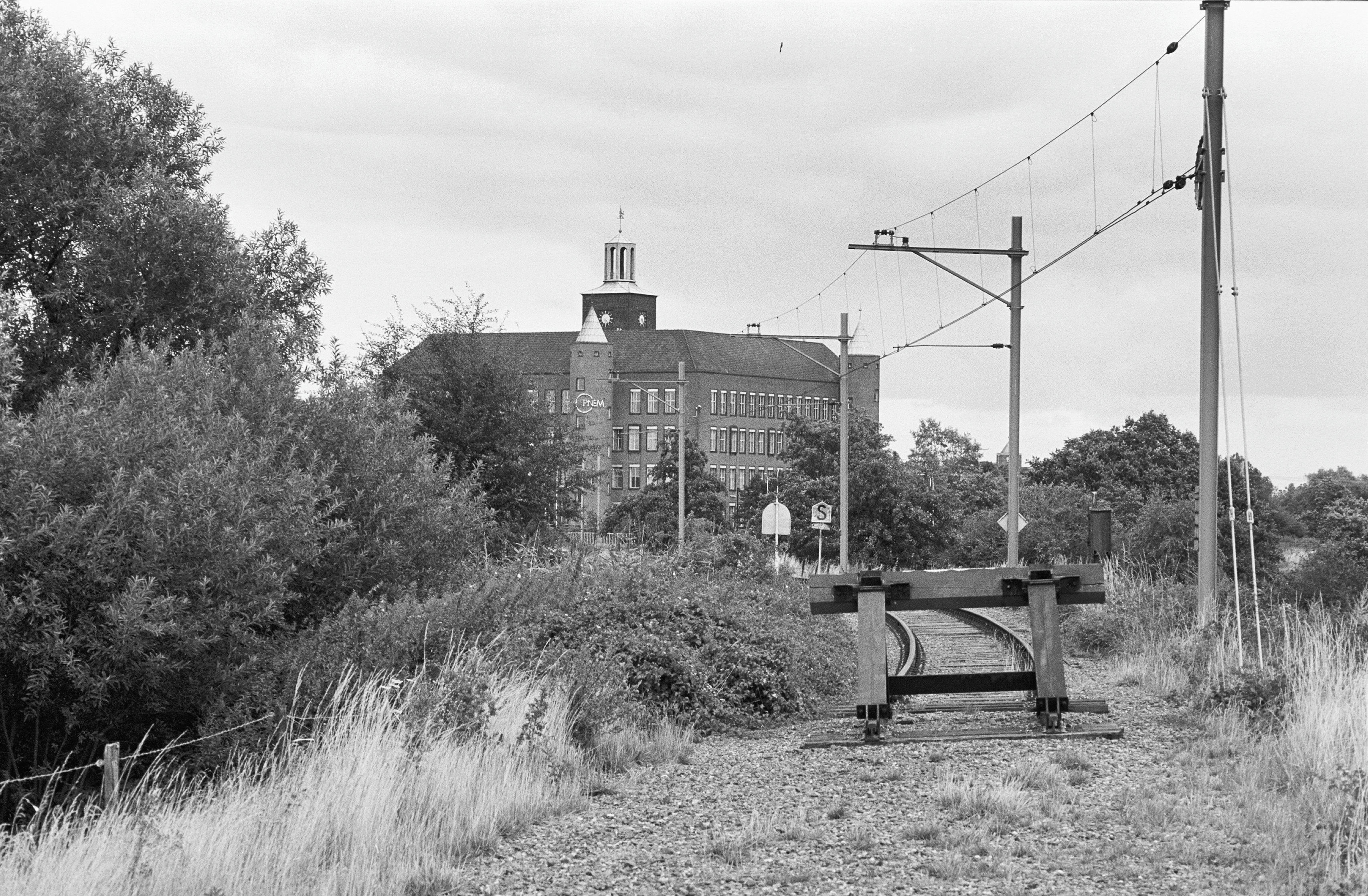
Spoorlijn t.h.v. 's-Hertogenbosch nog voor de opbraak; 1988.
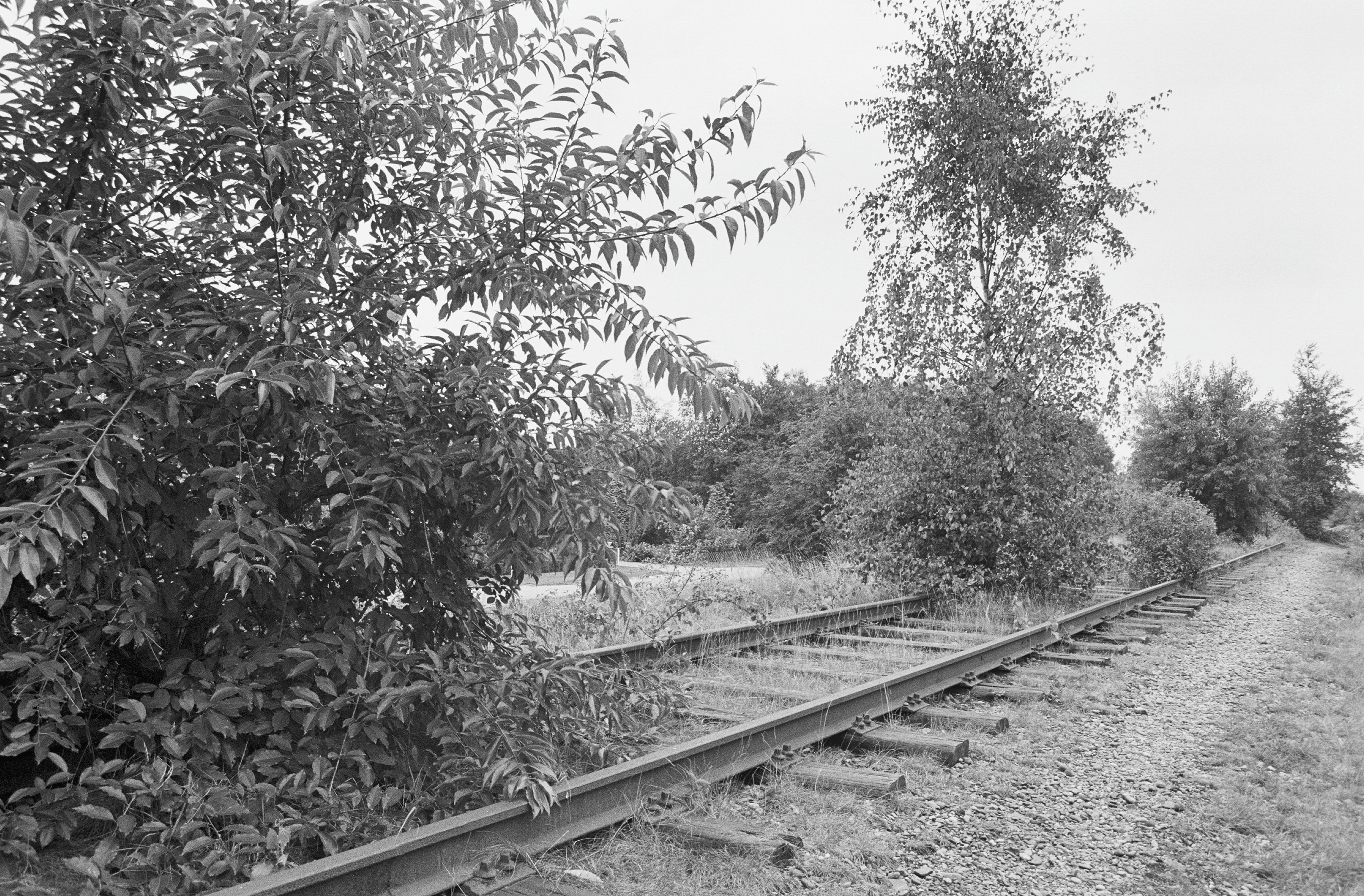
Spoorweg nog voor de opbraak t.h.v. de Bloemendaalseweg in Waalwijk; 1988.
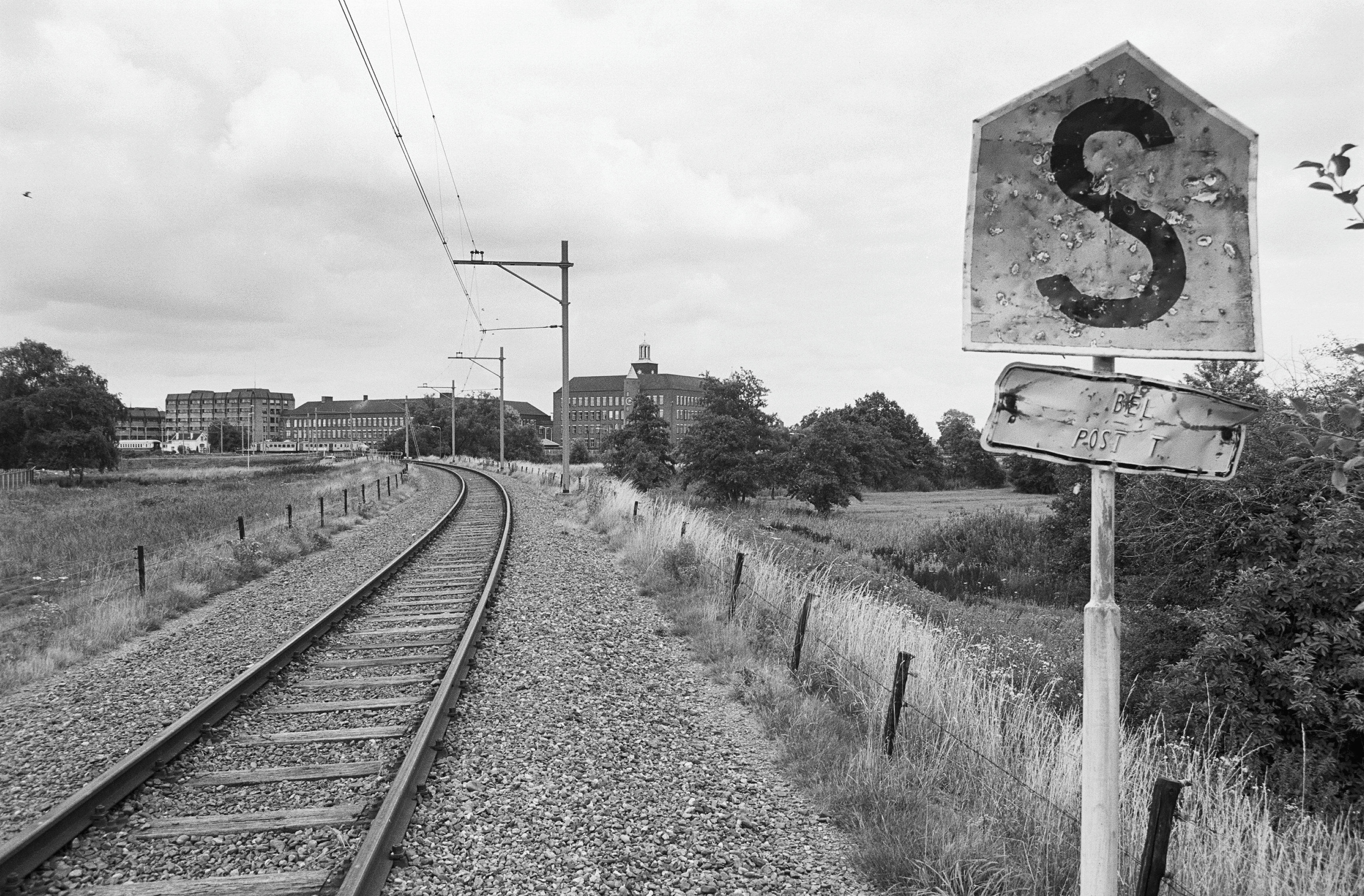
De lijn voor de opbraak t.h.v. 's-Hertogenbosch anno 1989.
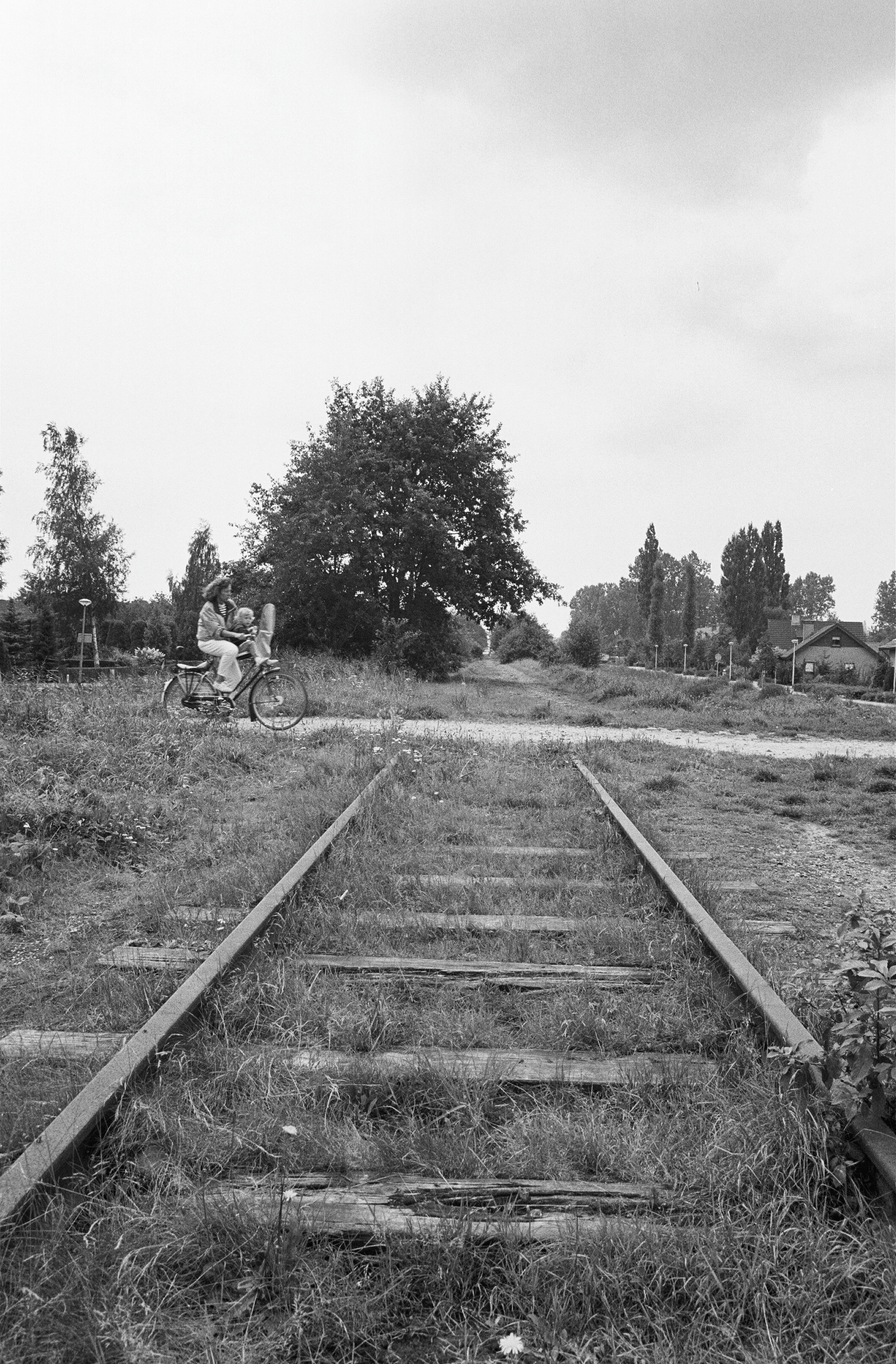
Het spoor in Waalwijk. Inmiddels is het voormalige spoor opgebroken.

## Routebeschrijving
Op een groot deel van het traject waar de trein reed kwamen wegen of paden. De huidige straatnamen volgend legde de trein vanuit 's-Hertogenbosch het volgende traject af: Randweg - Drongelens Pad - Moerputtenbrug - A59 - Parallelweg-Oost - Spoorlaan - Spoorbrugweg - Ambrosiusweg - Noorder-Parallelweg - Burgemeester van der Klokkenlaan - Meidoornweg - Spoorbaanweg - Halvezolenpad - A59 (diagonaal) - A27 (diagonaal) - Lijnbaan - Bergsedijk - Stationsweg - Parallelweg - N623. Vanaf dit punt, ten zuiden van Drimmelen, ligt het spoor tot en met Lage Zwaluwe er nog.

## Restanten
Vergeleken met andere voormalige spoorlijnen in Nederland is er bovengemiddeld veel spoorwegbebouwing langs het spoor bewaard gebleven. Het traject van station Lage Zwaluwe tot het bedrijventerrein ten oosten van Made is in gebruik voor goederenvervoer. Dit deel is daarom niet publiek toegankelijk. Tussen Raamsdonk en Waalwijk is een asfaltweg aangelegd die fungeert als fiets- en voetpad. Het pad kreeg als straatnaam Halvezolenpad. Van Waalwijk tot en met 's-Hertogenbosch is de spoorlijn deels te volgen over fiets- en wandelpaden. Op meerdere locaties zijn nog spoordijken van de voormalige spoordijk zichtbaar.
De volgende spoorgerelateerde bebouwing is nog te vinden langs de voormalige lijn:
- Station Zevenbergschenhoek ligt aan de Bloemendaalse Zeedijk 4 naast een groot distributiecentrum.
- Station Hooge Zwaluwe aan Stationsweg 2 en is te zien vanaf de naastgelegen spoorwegovergang.
- Station Made en Drimmelen is gesloopt. Op de plek waar het station zich bevond ligt nu een vierkant grasveld.
- De brugpijlers van de voormalige brug over de Donge zijn nog aanwezig en staan naast de huidige brug voor het wegverkeer.
- Wachtpost 15A bij Omschoorweg 20 in Raamsdonksveer.[1]
- Station Raamsdonk naast de Stationstraat in het midden van het dorp.
- Wachtpost 19A aan Stadhoudersdijk 21 ten westen van Waspik.
- Wachtpost 20 aan de Spoorstraat 2 ten zuiden van het dorp.
- Station Vrouwkensvaart midden in het weiland aan de Vrouwkensvaartsestraat 5a.
- Wachtpost 22 tussen twee dorpen in aan de Wendelnesseweg Oost 2.
- Ten noorden van Sprang-Capelle ter hoogte van de Julianalaan zijn restanten van een smalle brug over een sloot.
- Ter hoogte van de passage met de N261 is het dijklichaam zichtbaar. Aan rechterzijde van de N261 ligt nog een stuk spoor met stootblok.
- Station Besoijensche Steeg is gevestigd aan de Sprangseweg 1. Op het kruispunt waar het aan ligt kruiste de spoorlijn de tramlijn Tilburg - Waalwijk.
- Baardwijkse spoorbrug over het Drongelens kanaal. Oorspronkelijk doorlopend over de Baardwijkse overlaat tot aan Station Drunenschedijk.
- Station Drunenschedijk op een dijklichaam ten westen van Drunen aan de Eindstraat 56.
- Venkantbrug; deze spoorbrug is van 2010 t/m 2011 gerestaureerd.
- Moerputtenbrug; deze spoorbrug is het grootste bouwwerk dat aan de spoorlijn herinnert. Tussen 2004 en 2011 is de gehele brug gerestaureerd naar de originele staat.
- Wachtpost 39 ligt in het verlengde van de Moerputtenbrug.
- Tussen wachtpost 39 en station 's-Hertogenbosch ligt een dijklichaam dat herinnert aan het traject. De randweg 's-Hertogenbosch doorbreekt dit dijklichaam.

### Afbeeldingen van restanten

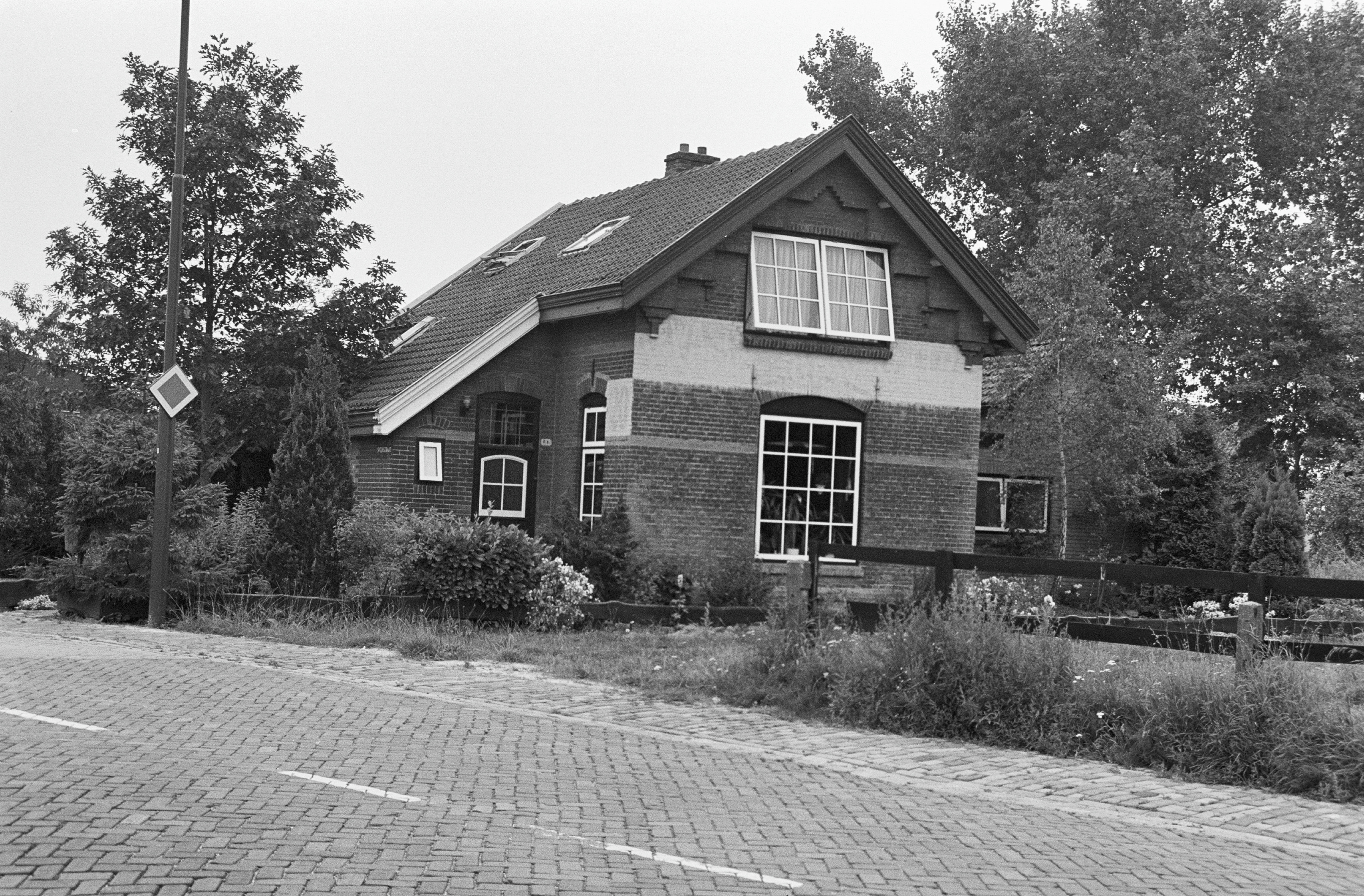
Wachtpost 20; 1988.
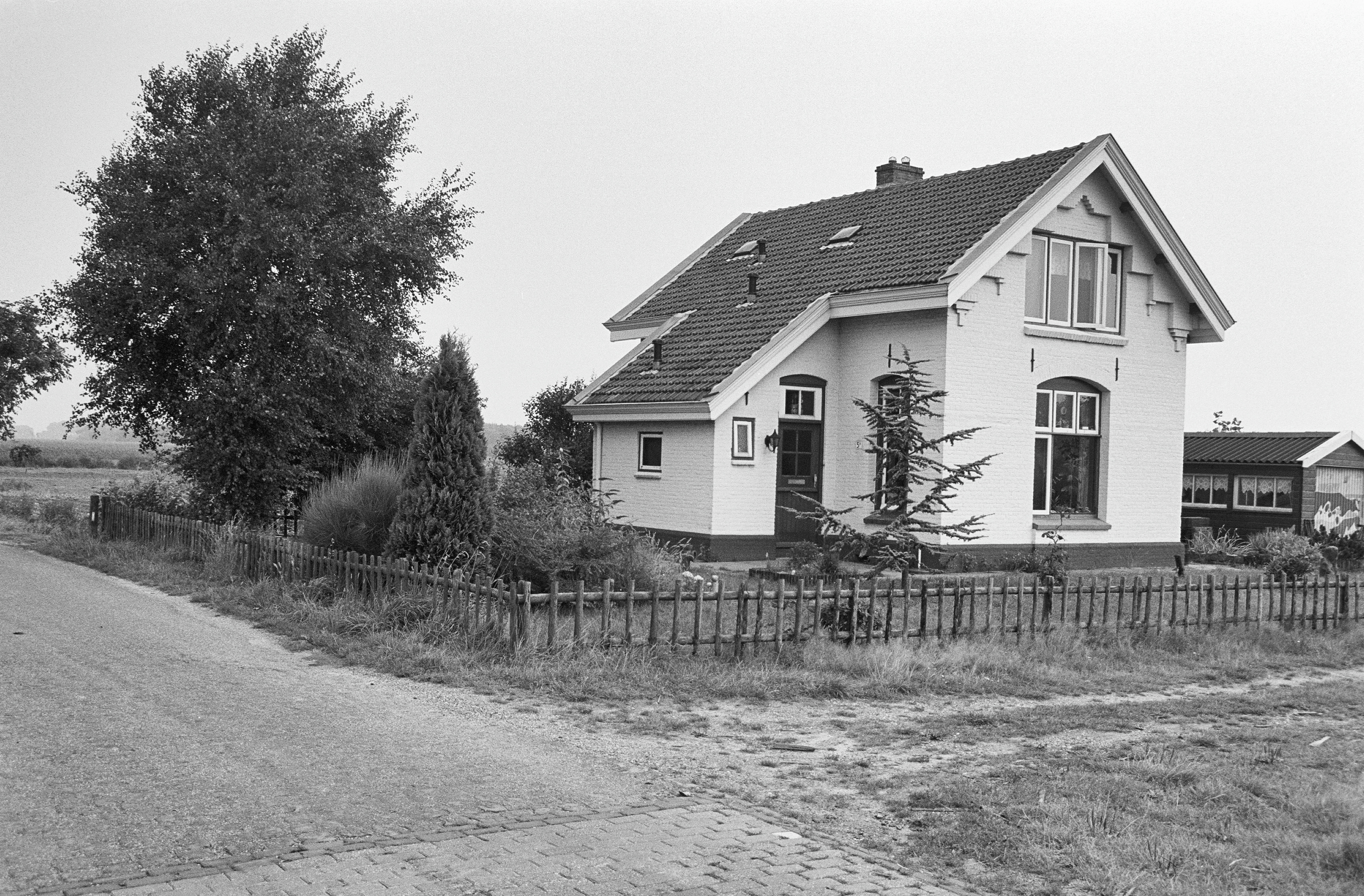
Station Vrouwkensvaart, tevens wachtpost 21; 1988.
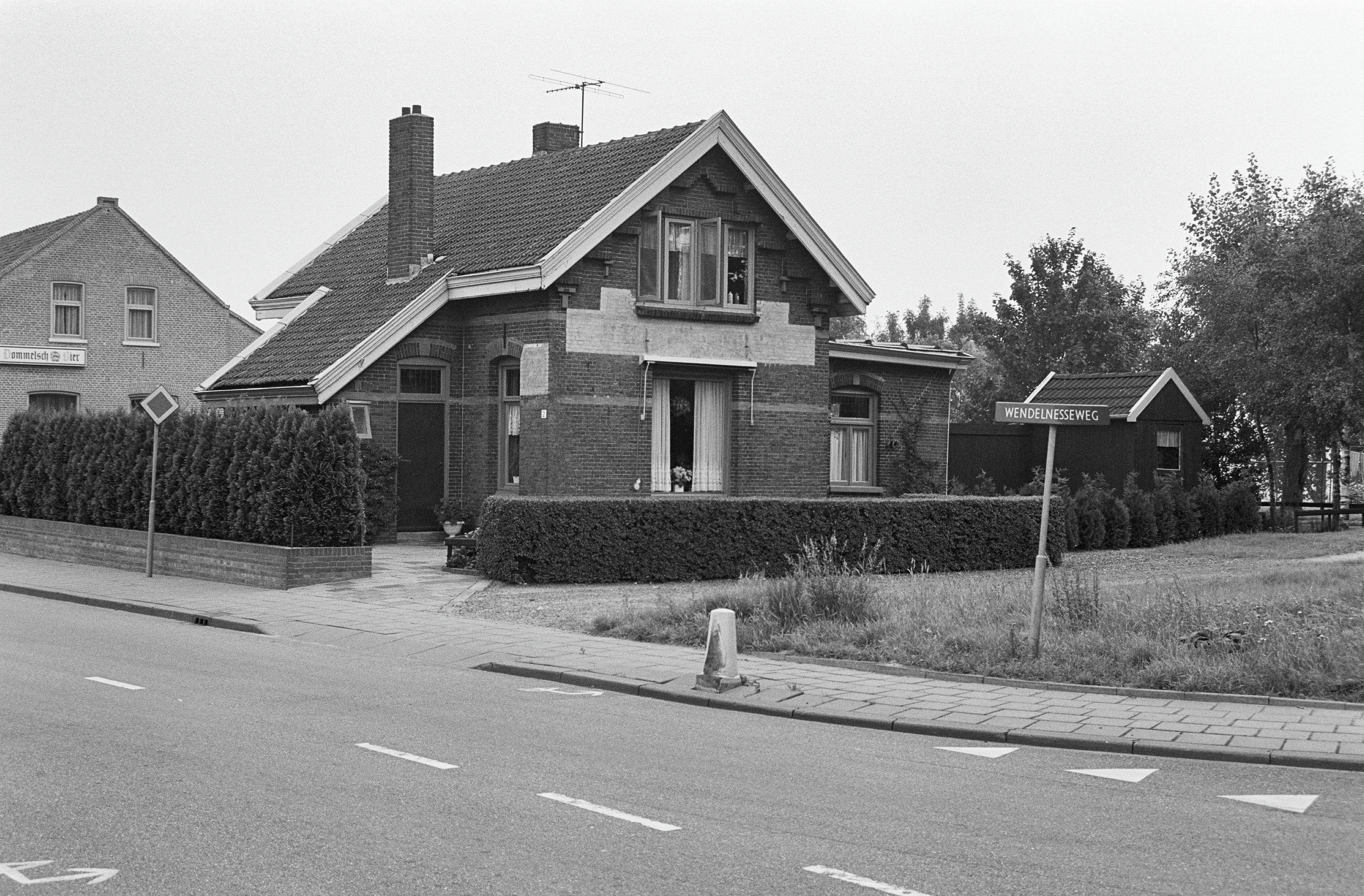
Wachtpost 22; 1988.
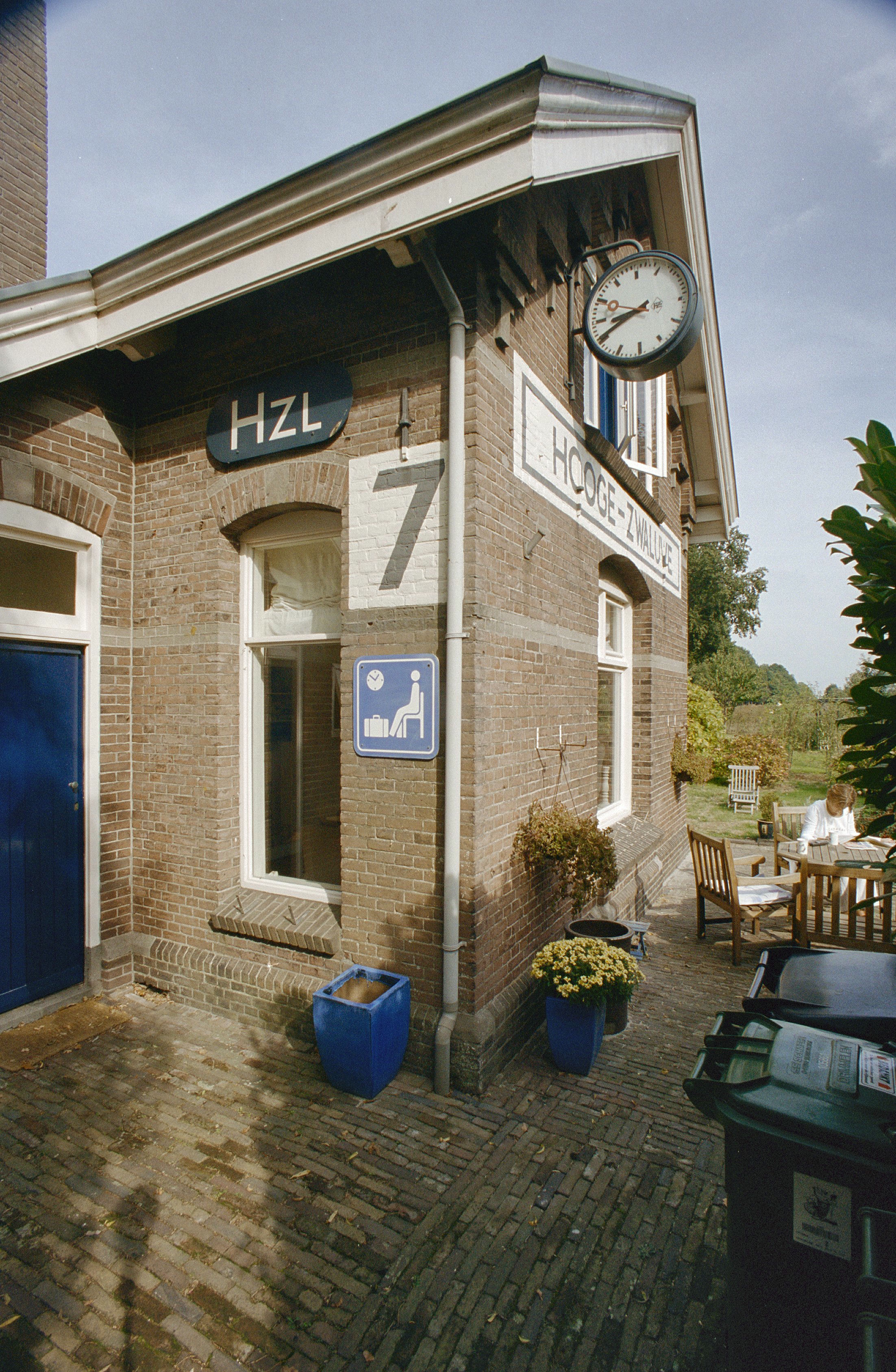
Station Hooge Zwaluwe; 2003
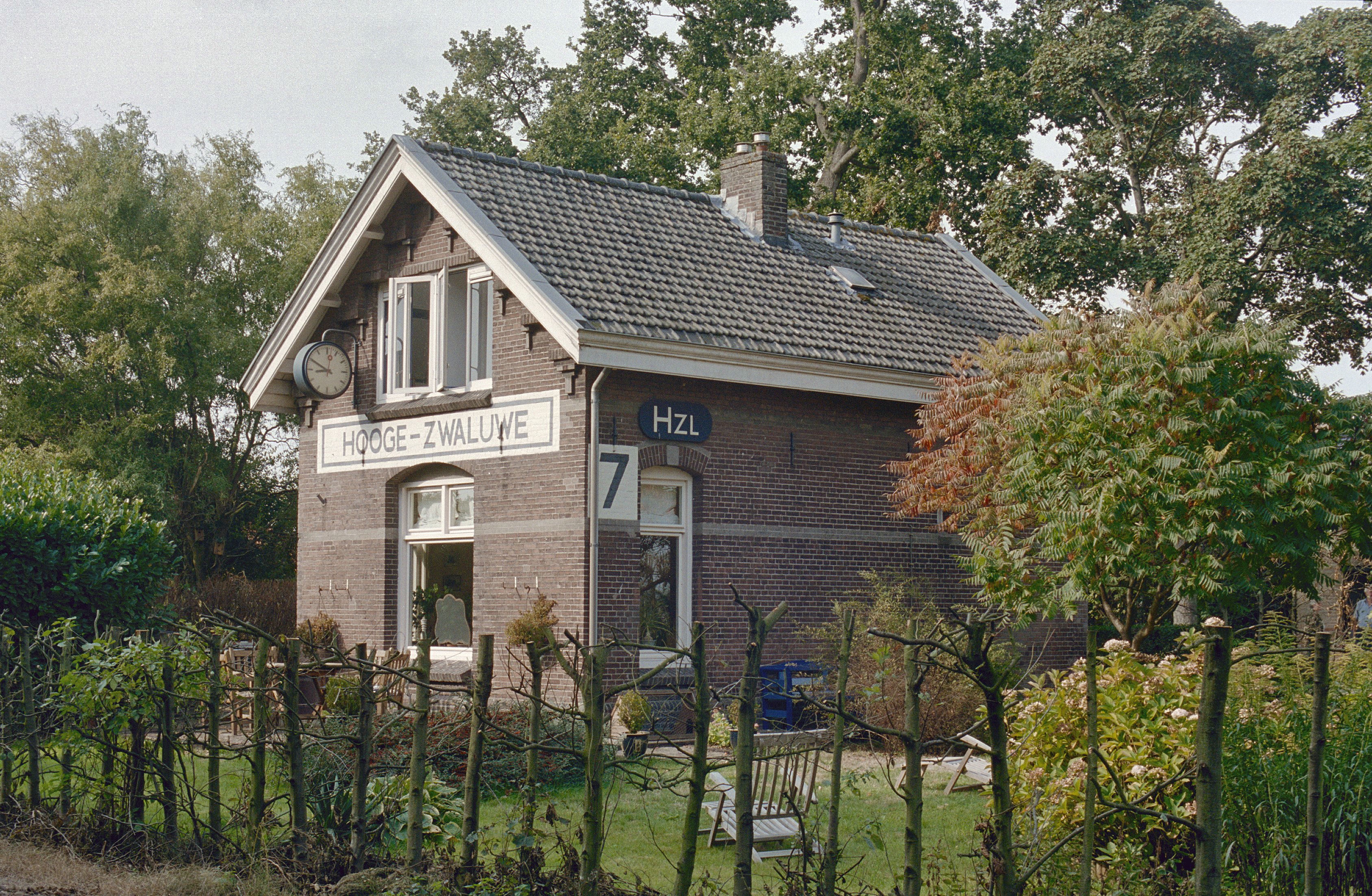
Station Hooge Zwaluwe; 2003
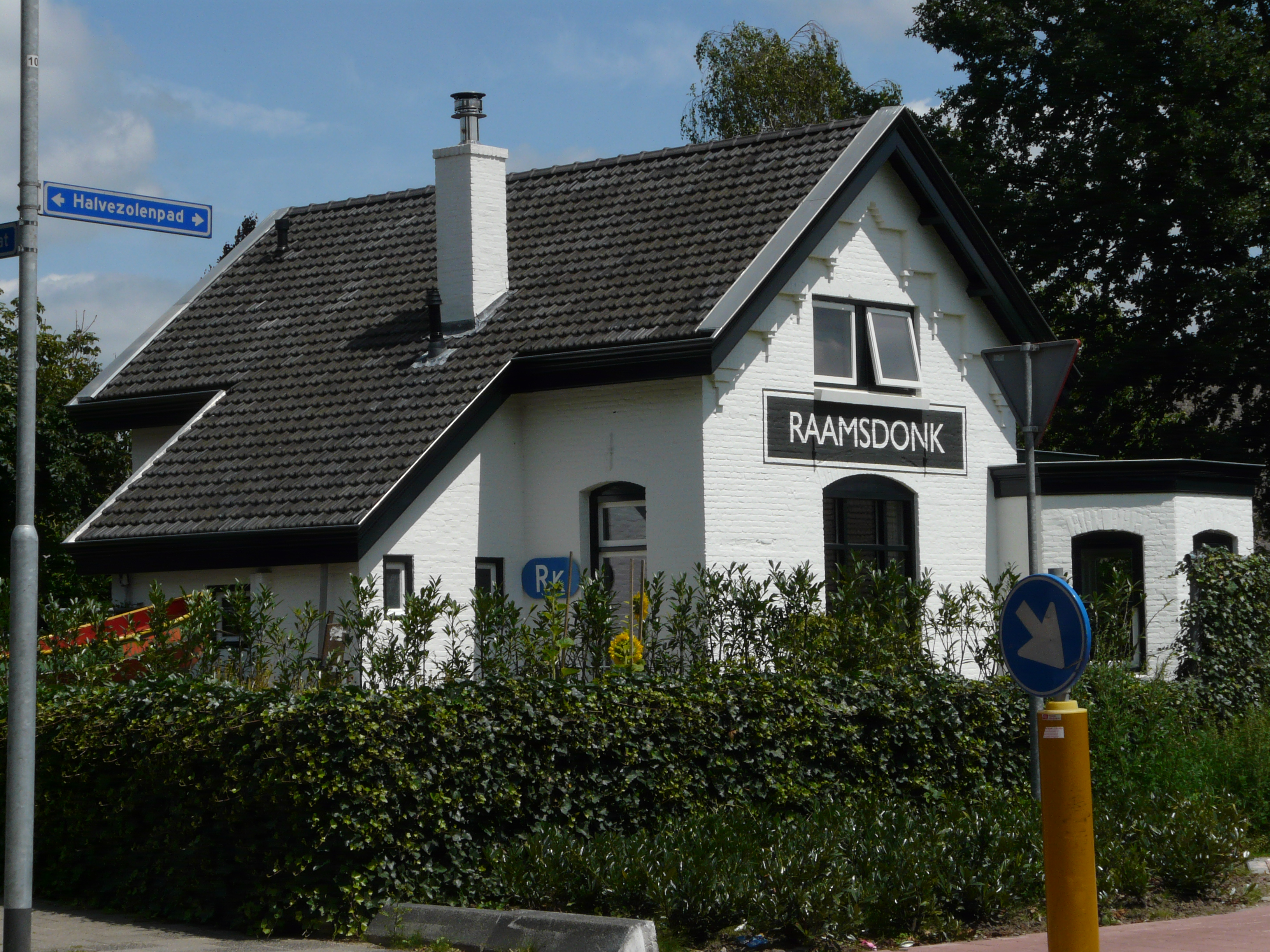
Station Raamsdonk; 2011.
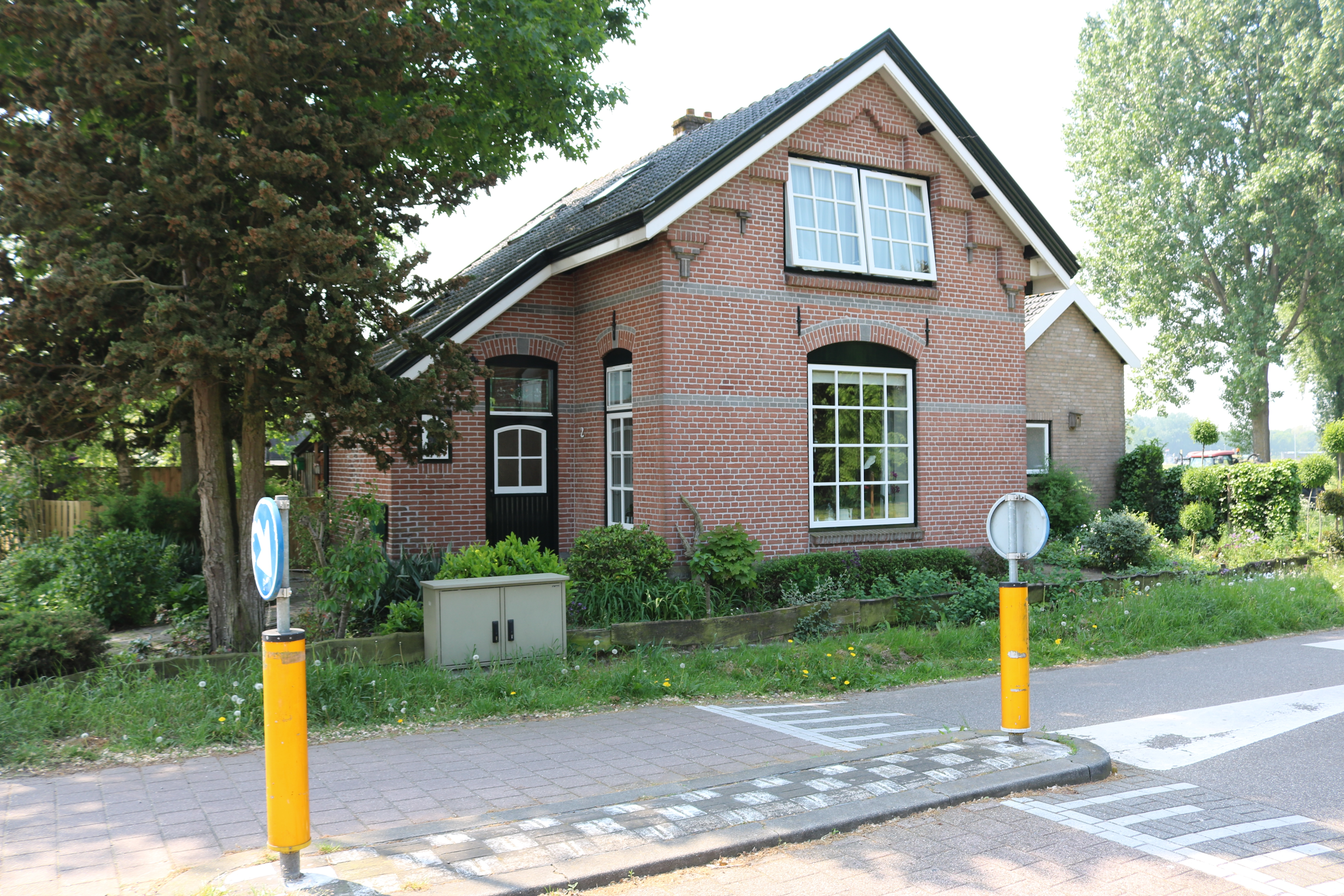
Station Waspik-'s Gravenmoer; 2018. Op de locatie van het fietspad lag de voormalige spoorlijn.
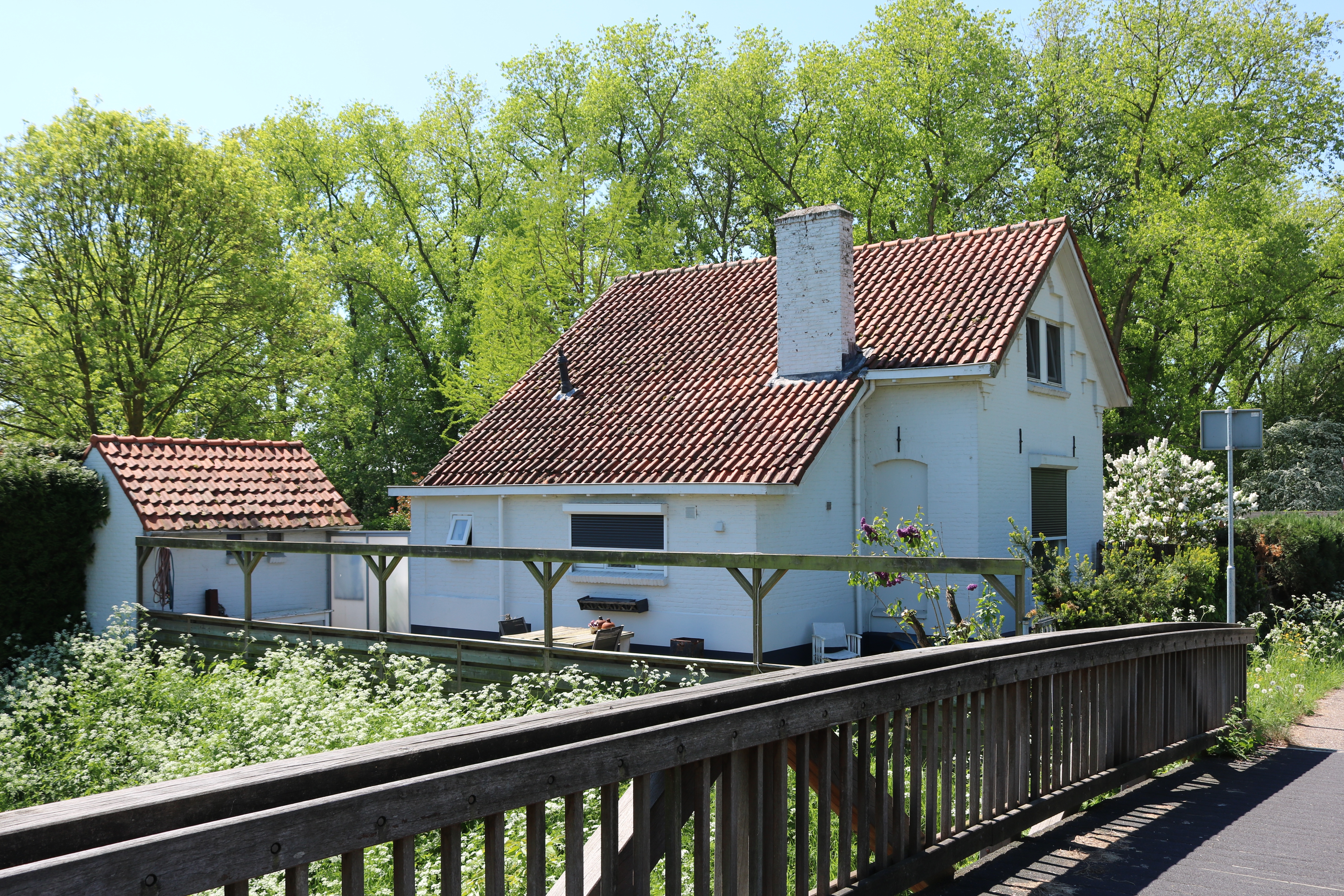
Station Drunenschedijk; 2018.
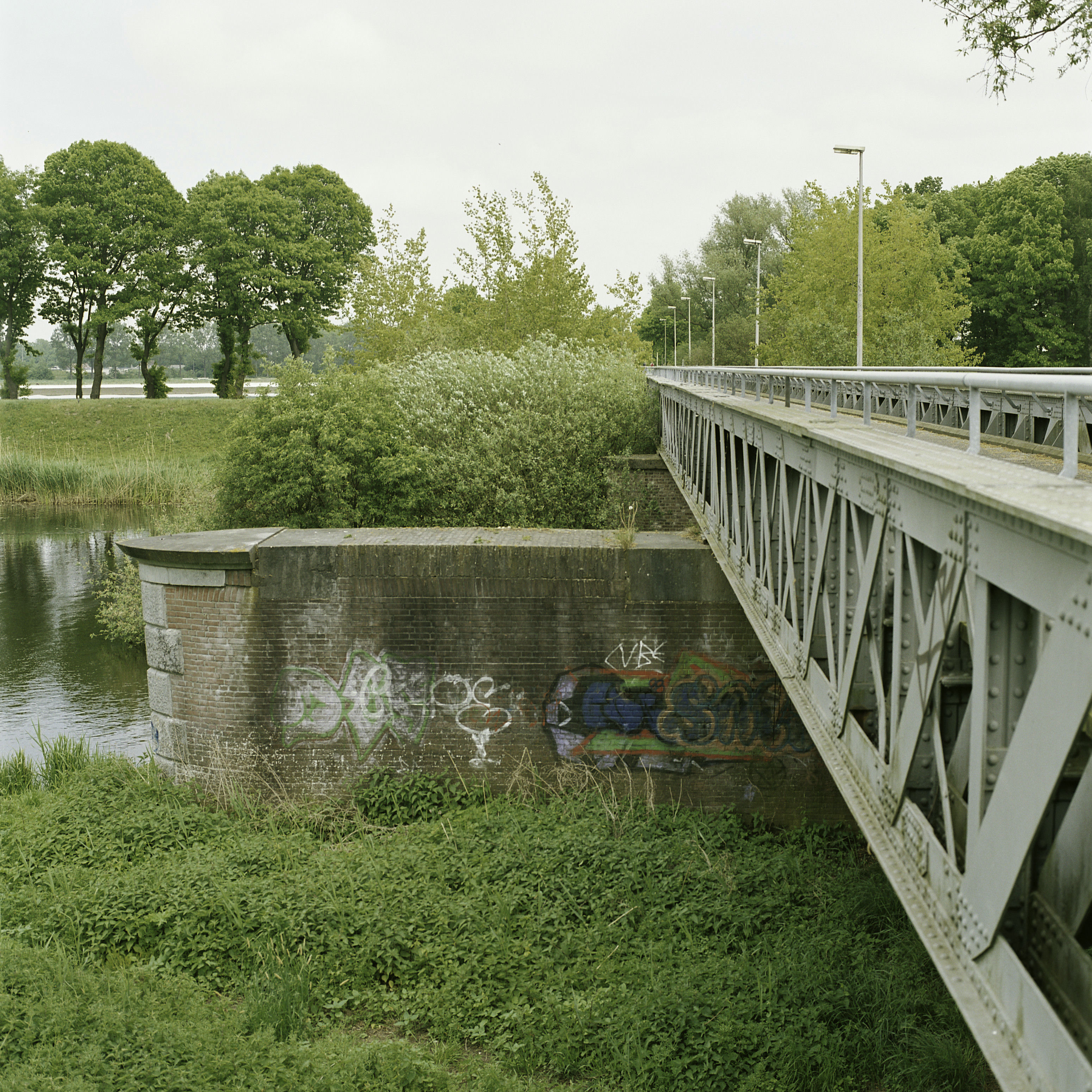
Voormalige spoorbrug over Baardwijksche Overlaat nabij Waalwijk, tegenwoordig een fietsbrug; 2006.
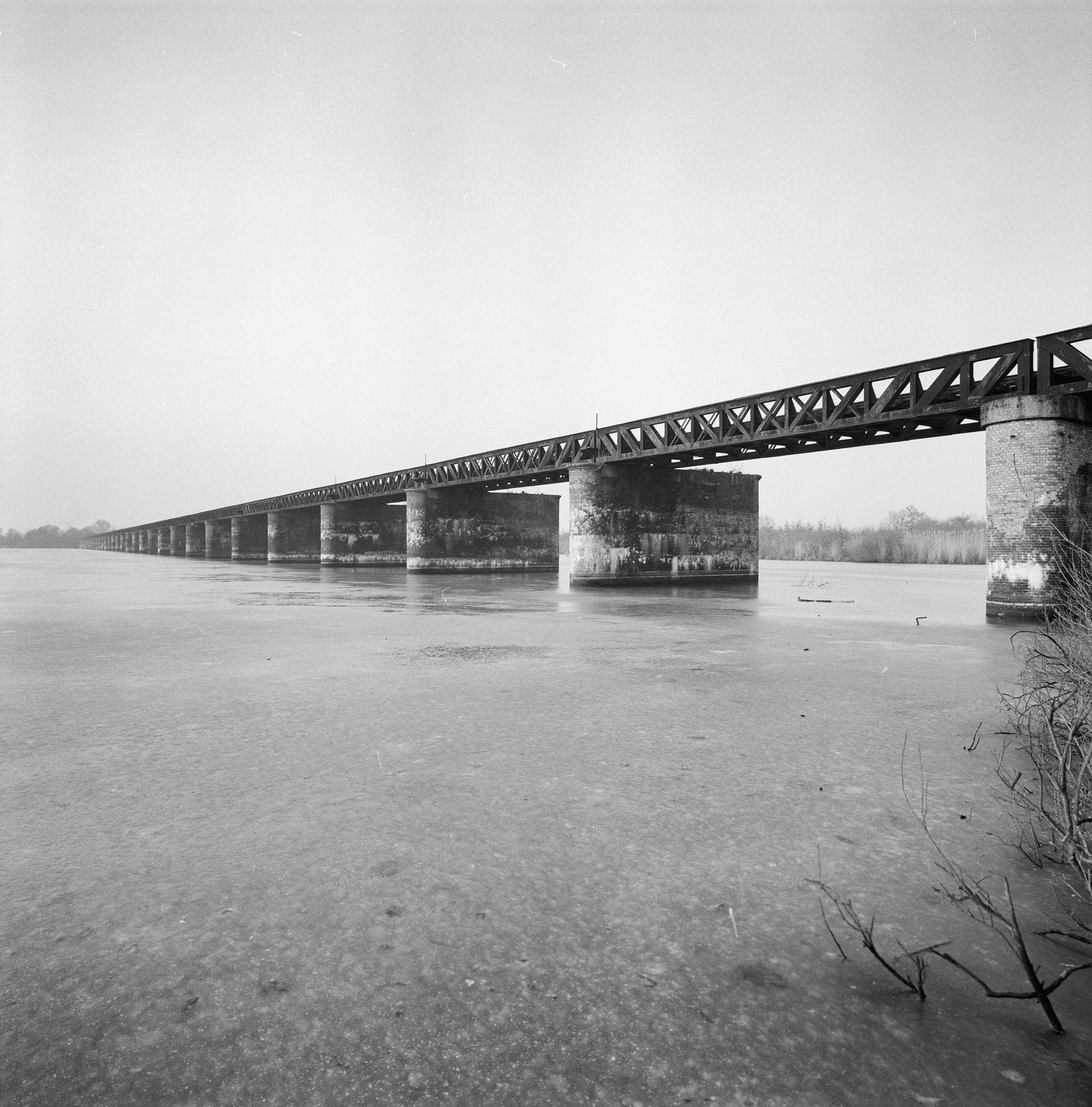
Overzicht van de Moerputtenbrug, balkbrug met vakwerkliggers; december 1995.
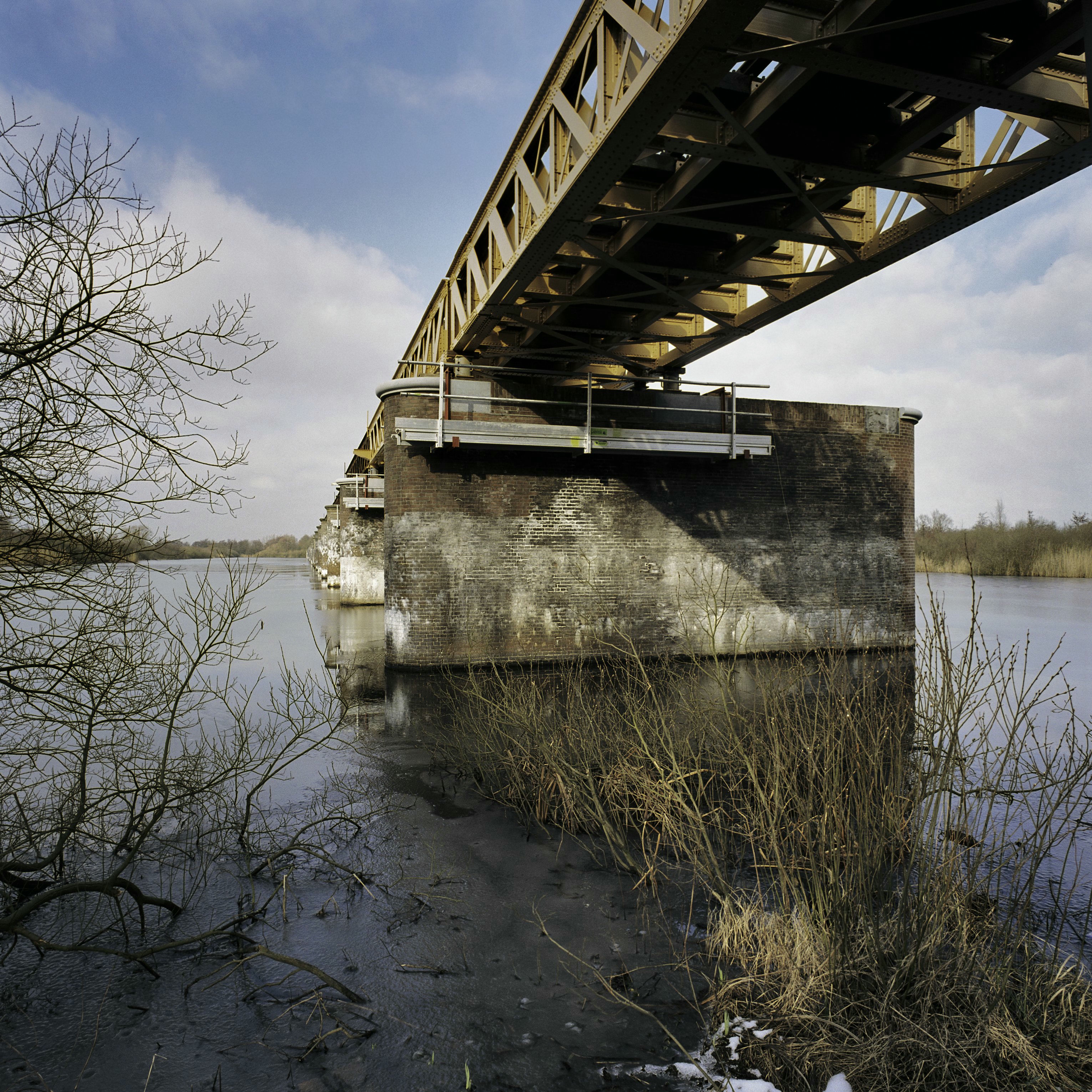
Overzicht van de Moerputtenbrug met pijler; februari 2004.
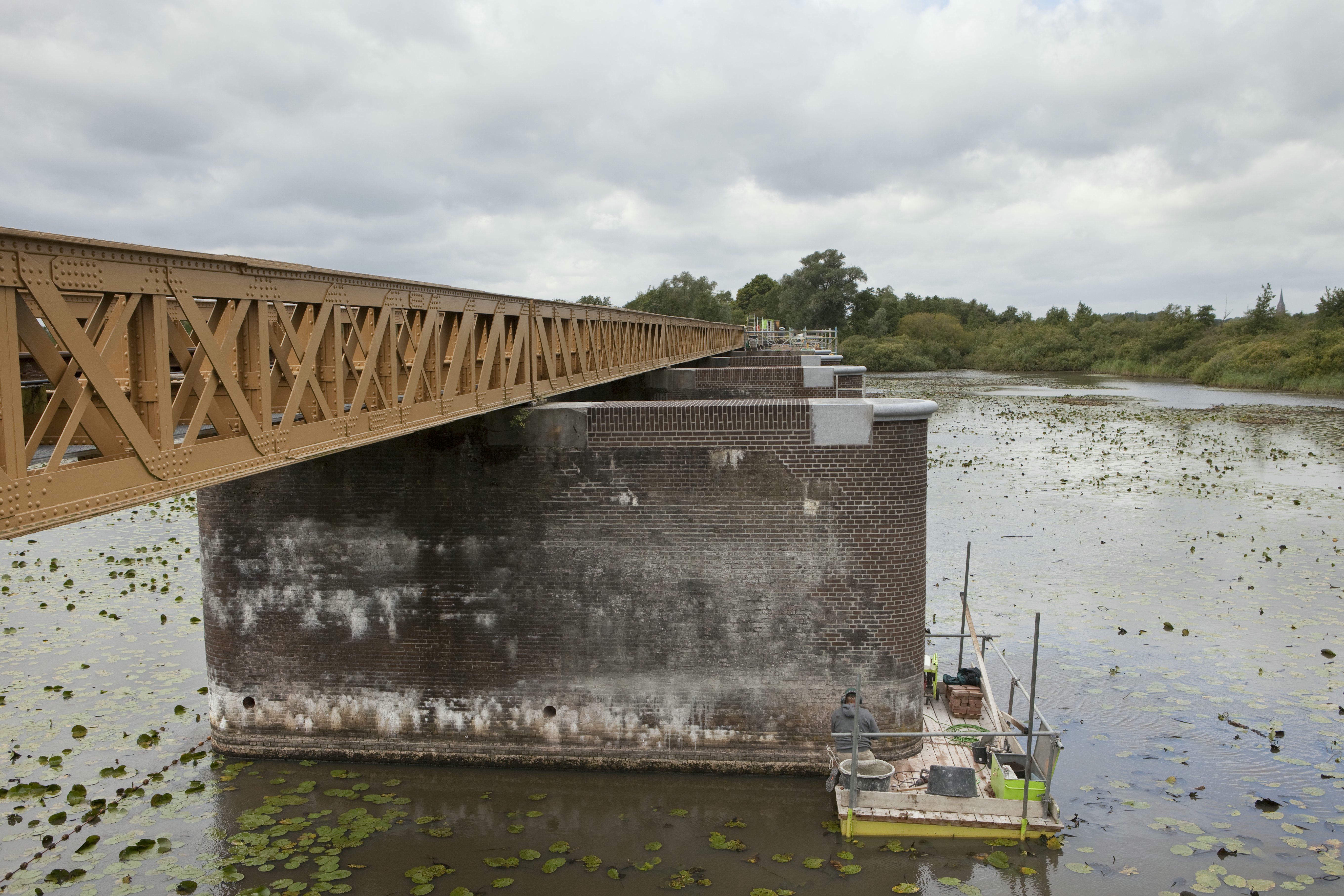
Overzicht van de pijlers, tijdens restauratie; 1 september 2009.
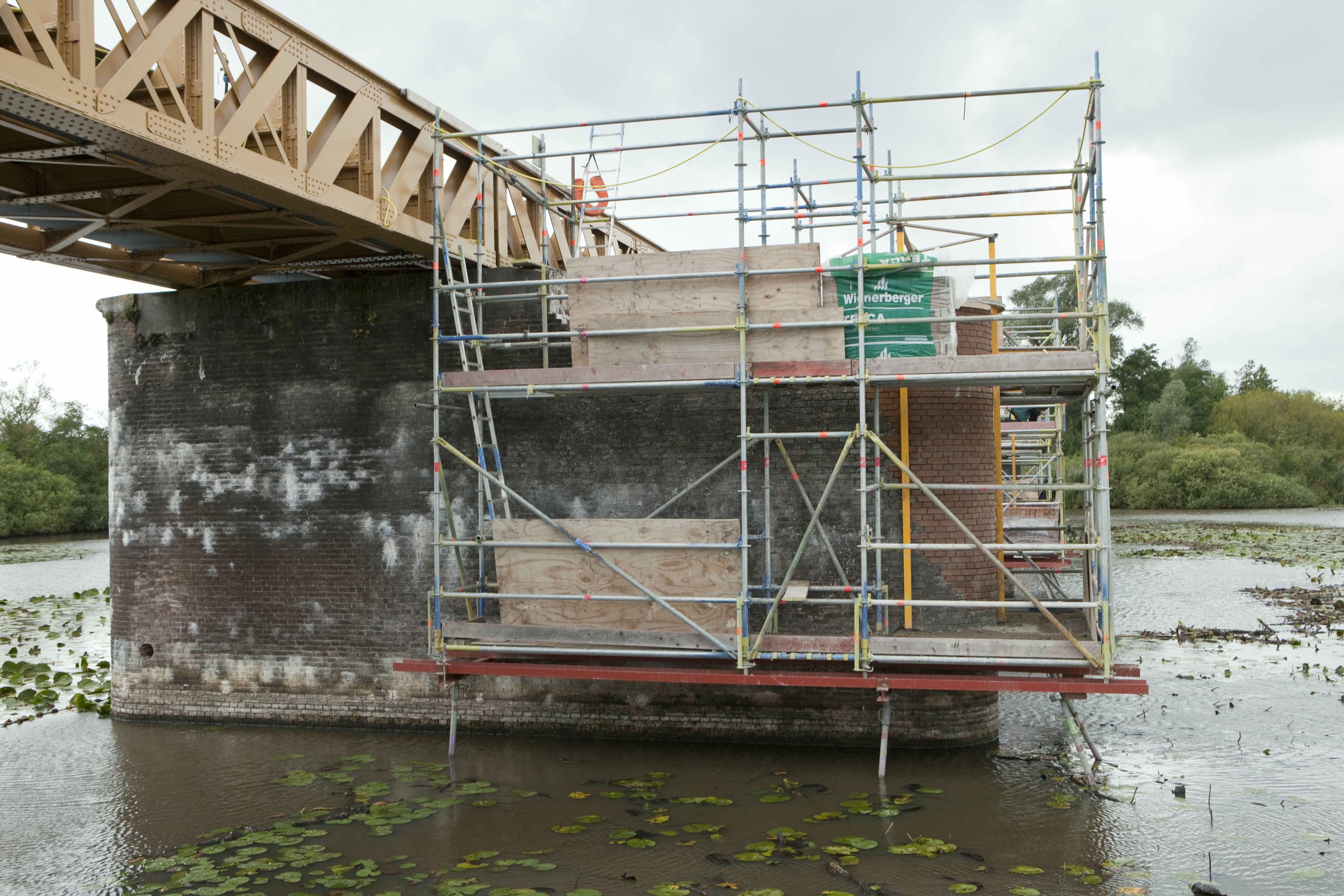
Renovatie van de Moerputtenbrug; 2009.
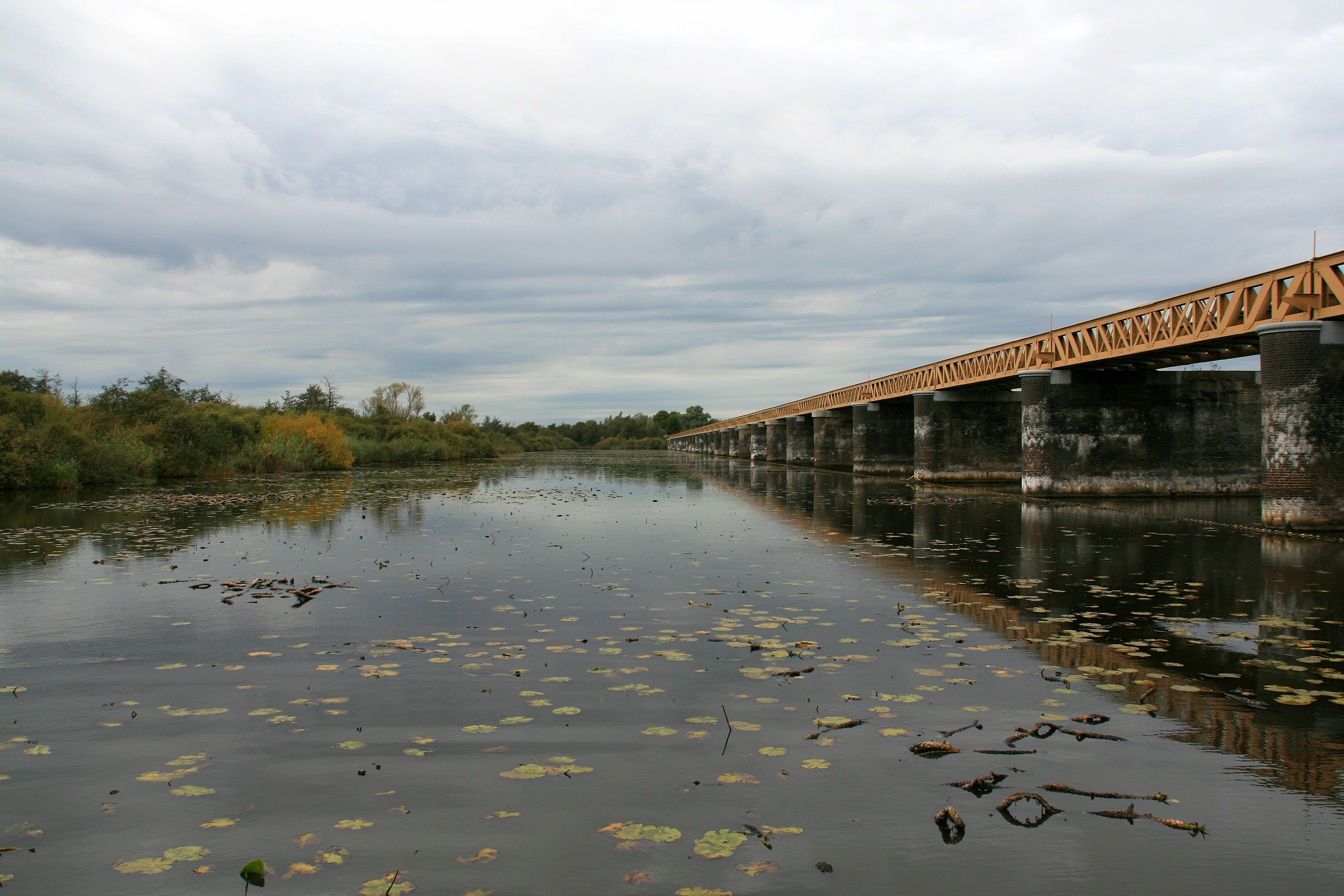
Moerputtenbrug sinds 2011 een voetpad.
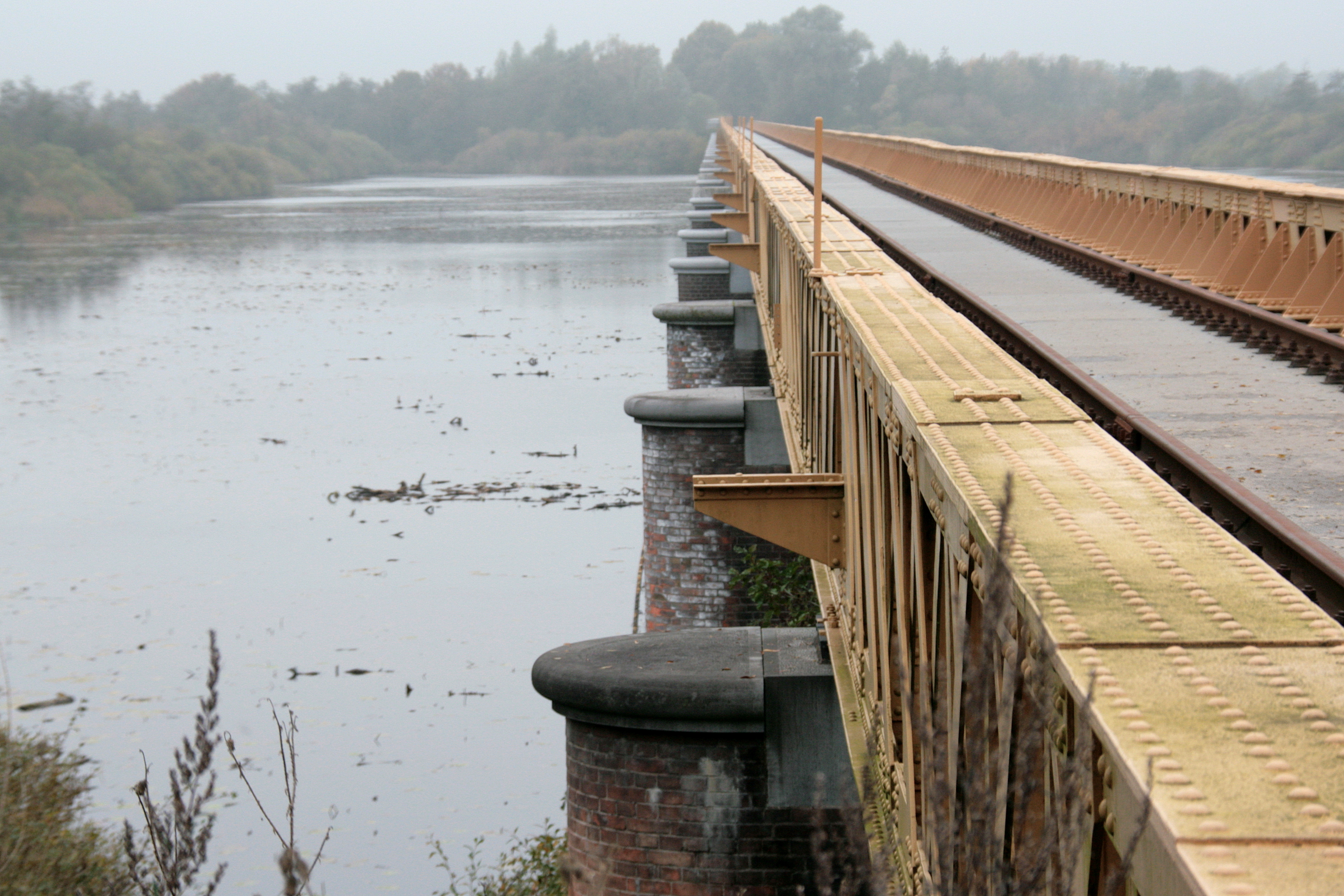
Moerputtenbrug; 21 oktober 2012.